# Onnion
Onnion is een gemeente in het Franse departement Haute-Savoie (regio Auvergne-Rhône-Alpes) en telt 786 inwoners (1999). De plaats maakt deel uit van het arrondissement Bonneville.

## Geografie
De oppervlakte van Onnion bedraagt 18,9 km², de bevolkingsdichtheid is 41,6 inwoners per km².
De onderstaande kaart toont de ligging van Onnion met de belangrijkste infrastructuur en aangrenzende gemeenten.

## Demografie
Onderstaande figuur toont het verloop van het inwonertal (bron: INSEE-tellingen).